# Lambert Noppius
Lambert Noppius fue arquitecto de Lieja ( * Lieja 8 de abril de 1827 - ibíd. 2 de febrero de 1889). Fue el constructor de numerosos edificios de la Universidad de Lieja a finales del siglo XIX : El Observatoire de Cointe (1881-), el Instituto de anatomía (rue de Pitteurs), el Instituto de farmacia (Jardín Botánico de Lieja), el Instituto zoológico (1885-1888, quai van Beneden). Estos edificios son conocidos como los Institutos Trasenster, a causa del nombre del Rector de la época, Louis Trasenster.
Su sepultura se encuentra en el cementerio de Robermont (parque 143-1-7)

## Edificios universitarios

### Observatorio de Cointe

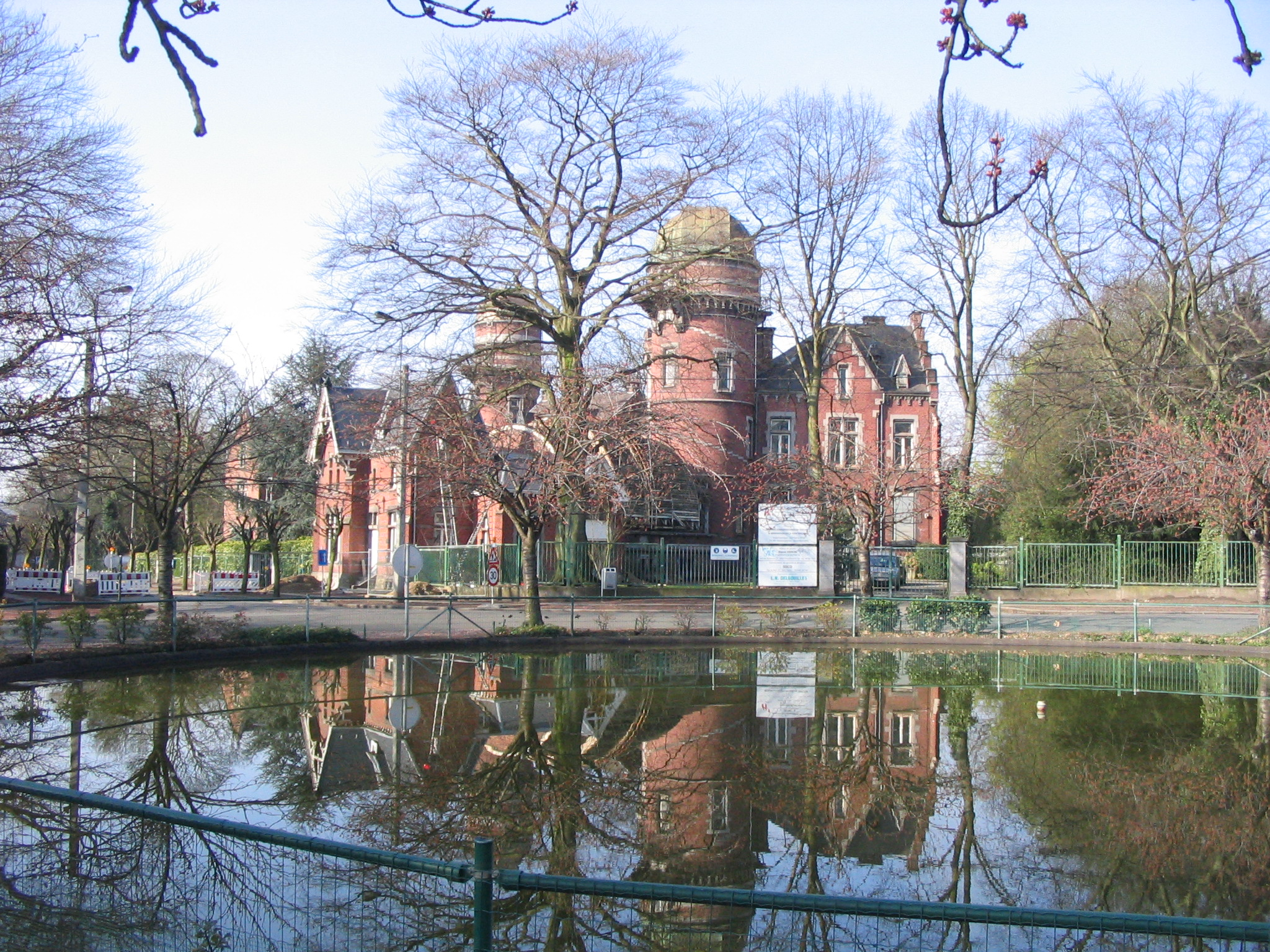
"Observatoire de Cointe" (1881).

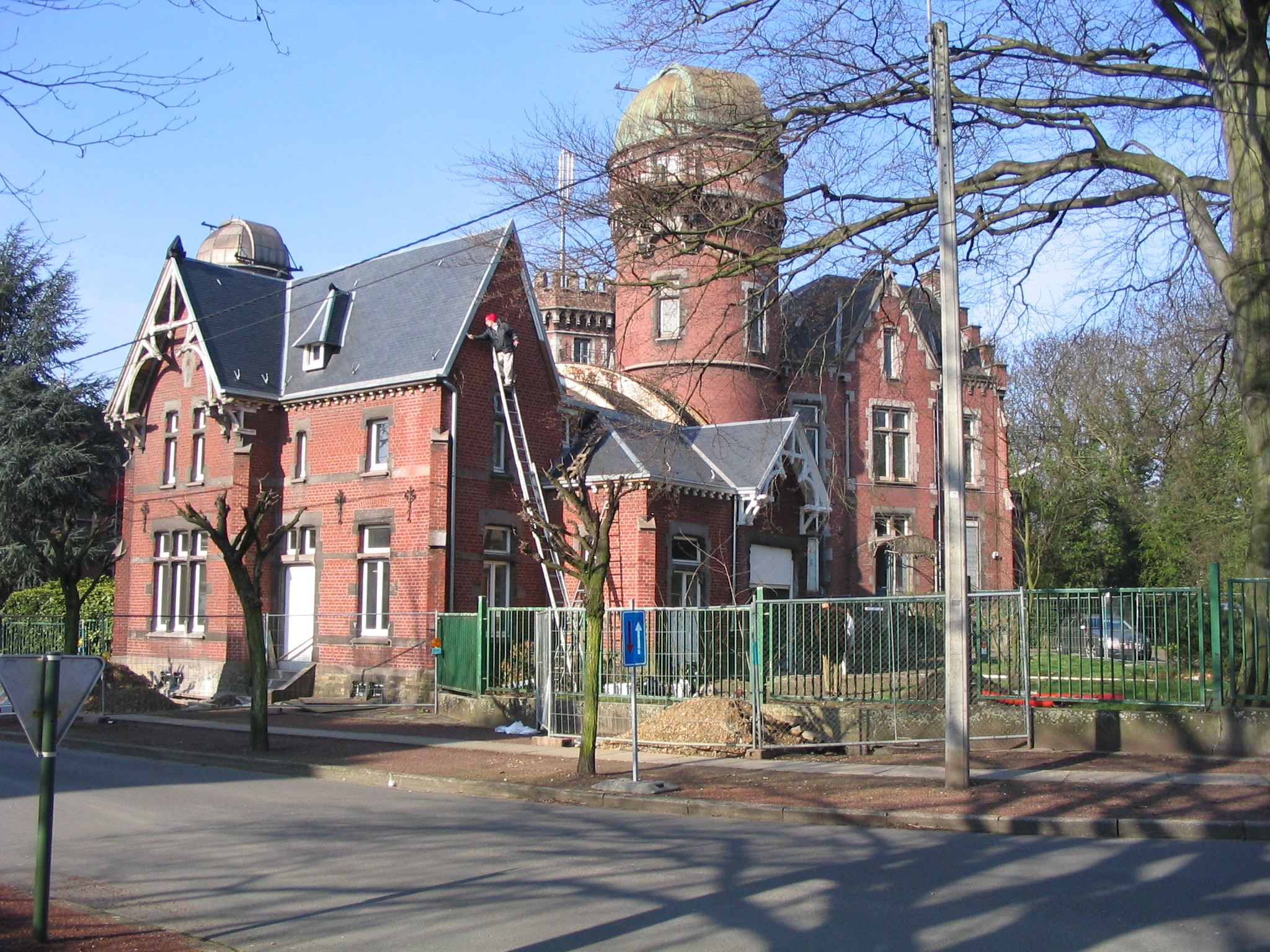
Consergería
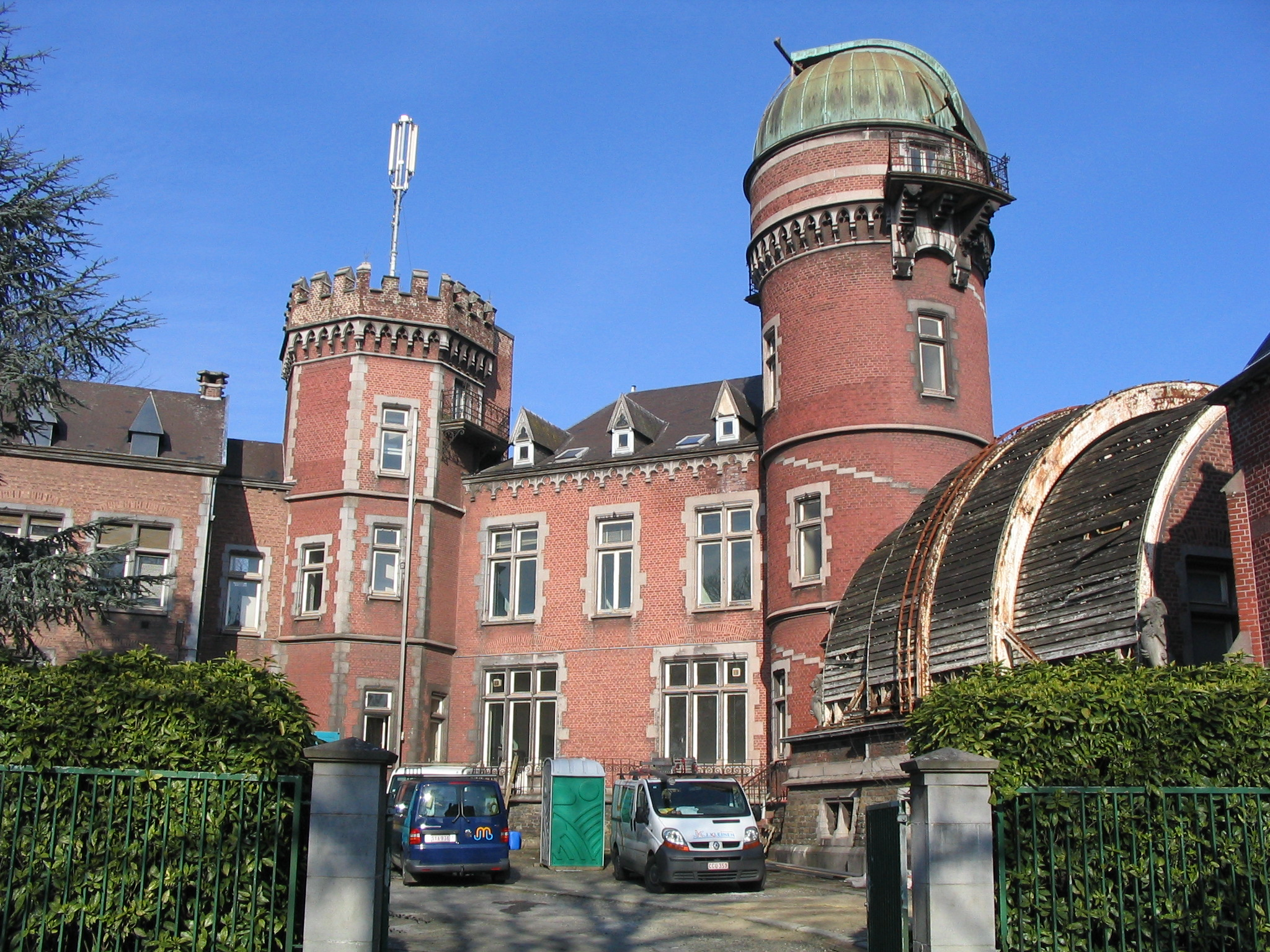
Vista del conjunto
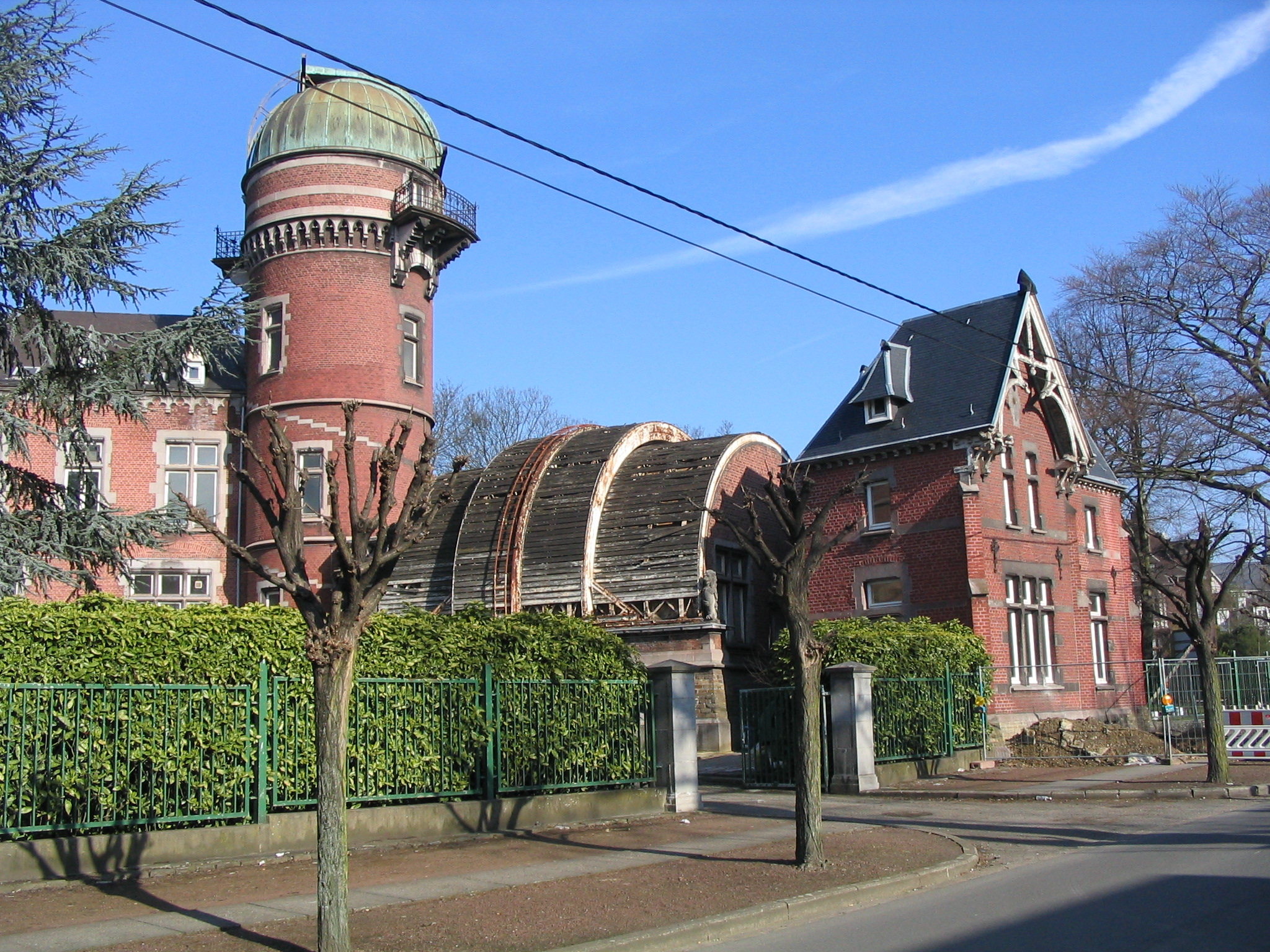
En el centro, la entrada meridional
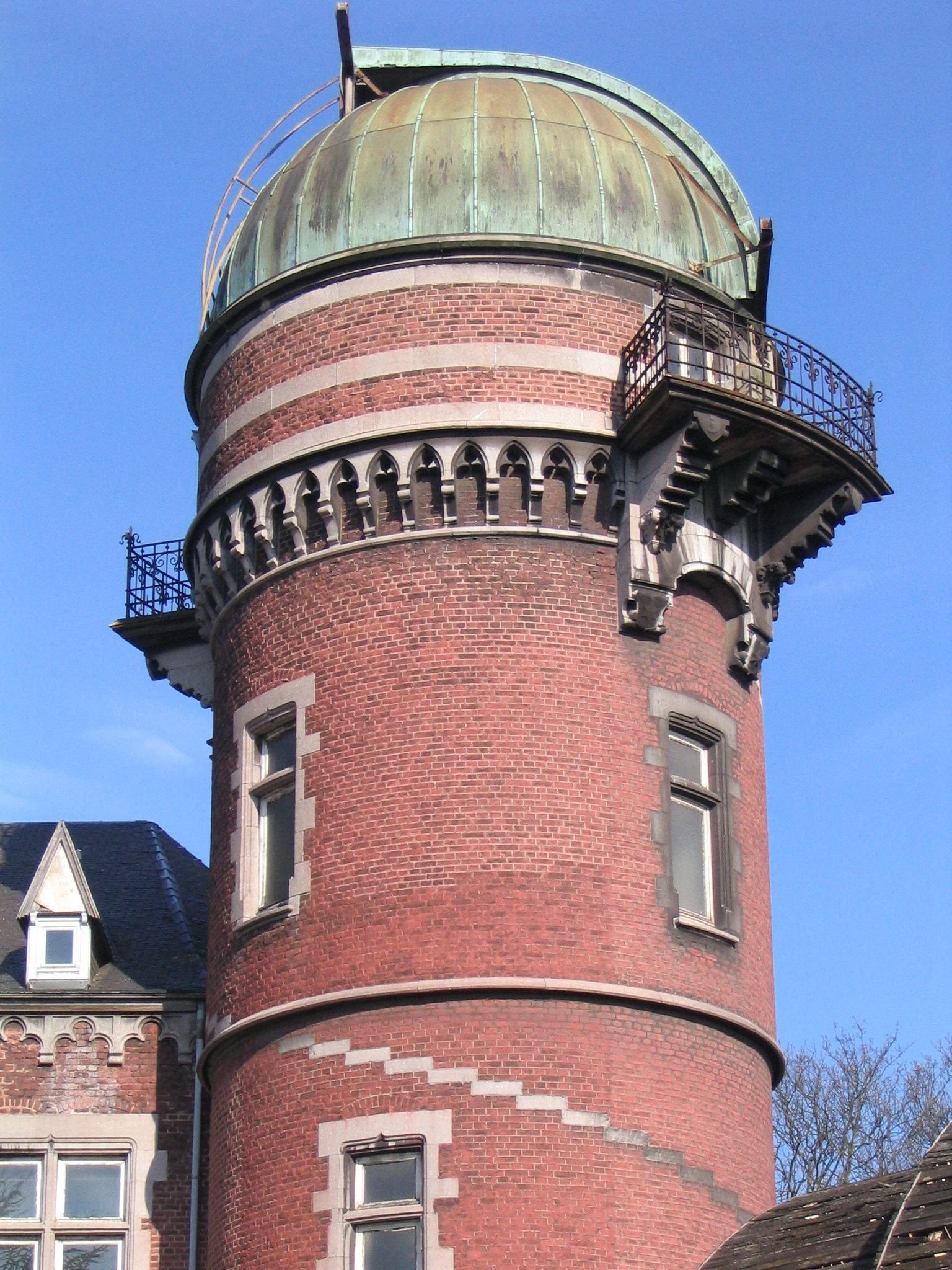
Cúpula
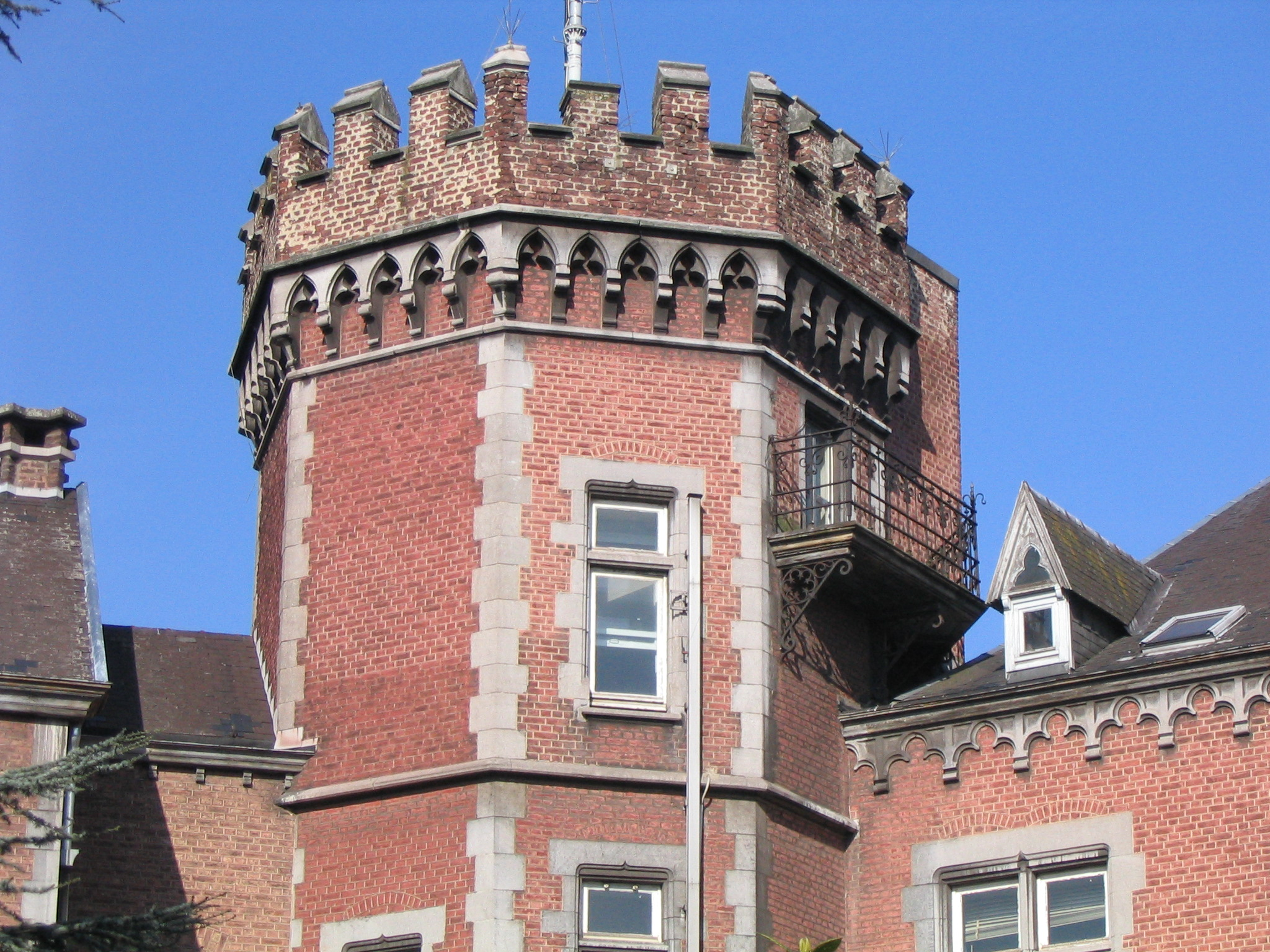
Torre octogonal

### Instituto de Botánica

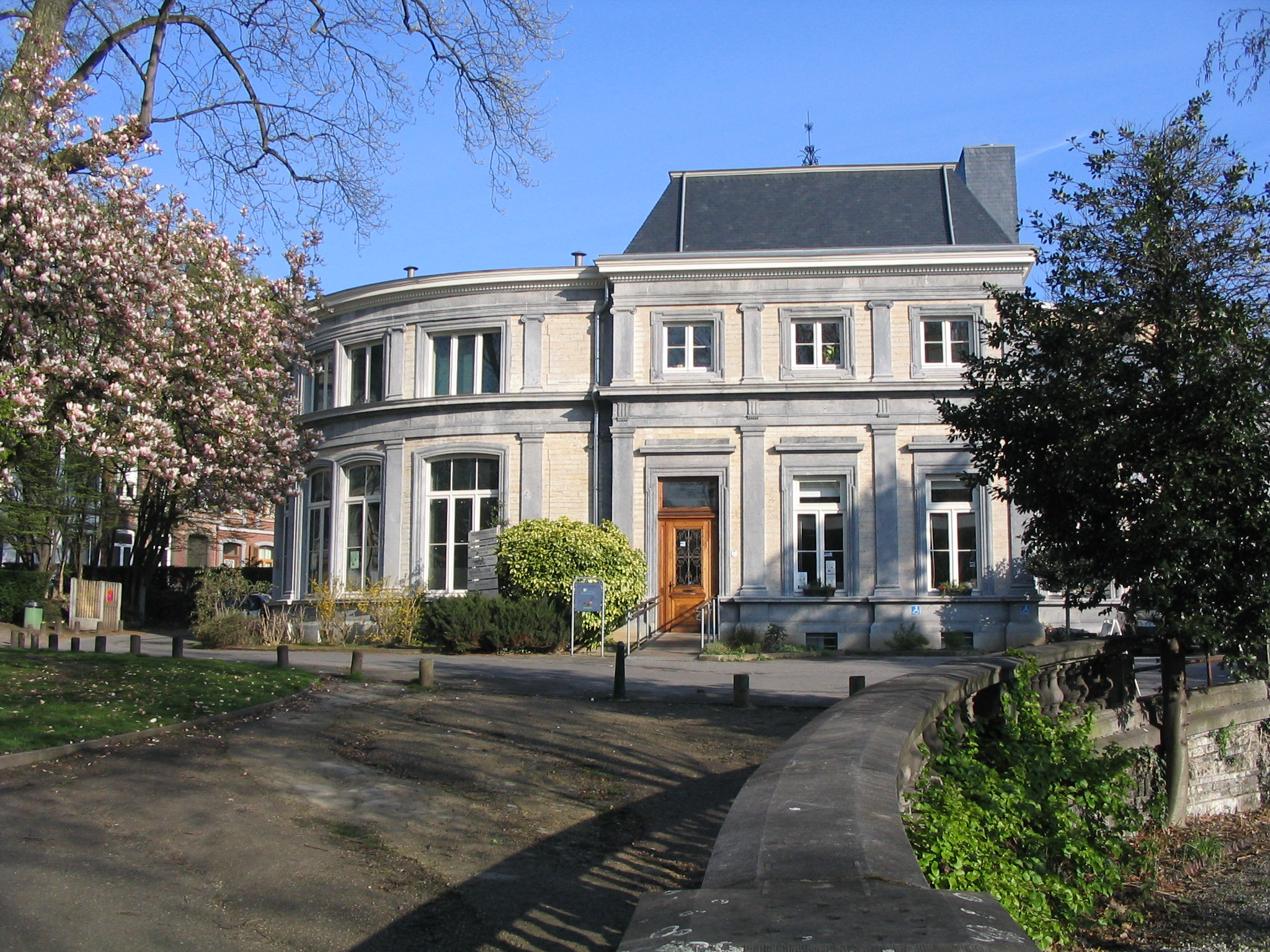
Pavillon de botanique (1883) dans le Jardín Botánico de Lieja.

### Instituto zoológico

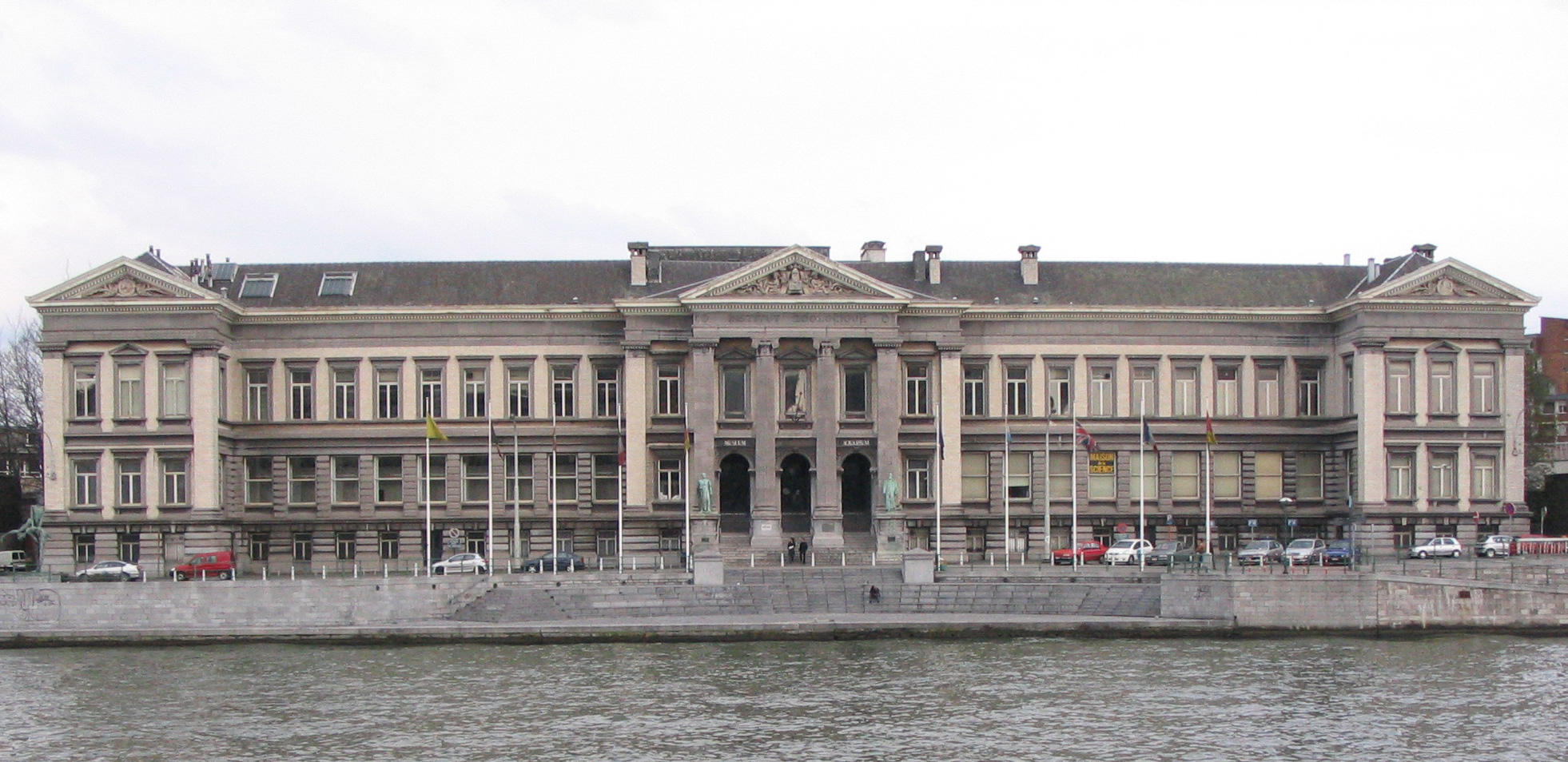
Instituto zoológico distrito van Beneden (1888) Lieja.